# Раскупорис I (одриси)
Вижте пояснителната страница за други личности с името Раскупорис.
Раскупорис I (на старогръцки: Ραισκούπορις, Rhescuporis, Rheskuporis) е цар на Одриското царство в Тракия през 240 – 215 пр.н.е.
Син е на Котис III (цар от ок. 270 пр.н.е.) и вероятно внук на Котис II (300 – 280 пр.н.е.), синът на цар Севт III (331 – 305 пр.н.е.) Той е вероятно племенник на Ройгос (или Райздос), цар на одрисите сл. ок. 280 пр.н.е.
Раскупорис I наследява баща си Котис III.